# Krio (popolo)
I Creoli della Sierra Leone, conosciuti anche come Krio, sono un gruppo etnico discendente da schiavi afroamericani, afro-caraibici e africani liberati che si stabilirono nell'area occidentale della Sierra Leone tra il 1787 e il 1885 circa. 
La colonia della Sierra Leone fu fondata dai britannici, sostenuti dagli abolizionisti, sotto il patrocinio della Compagnia della Sierra Leone, come luogo di libertà per gli schiavi liberati. I coloni chiamarono il loro nuovo insediamento Freetown, ovvero "città libera".
I creoli della Sierra Leone hanno vari gradi di ascendenza europea, similmente ai loro vicini americo-liberiani, in quanto in Sierra Leone, alcuni coloni afroamericani si sposarono con residenti coloniali inglesi e altri europei. Attraverso i cimarroni giamaicani, alcuni creoli probabilmente hanno anche antenati indigeni amerindi Taíno. La mescolanza di neri appena liberati e di razza mista della Nuova Scozia e di cimarroni con africani liberati di varie etnie come Akan, Bakongo, Ewe, Igbo e Yoruba nel corso di diverse generazioni tra la fine del XVIII e l'inizio del XIX secolo, portarono infine alla formazione dell'etnia creola.
Oggi i creoli della Sierra Leone rappresentano l'1,2% della popolazione del paese. Nonostante ciò, la loro lingua madre, chiamata anch'essa krio, è compresa dal 96% dei sierraleonesi, ed è considerata una lingua franca in tutto il paese.